# Bence Bánhidi
Bence Bánhidi (* 9. Februar 1995 in Győr) ist ein ungarischer Handballspieler.
Der 2,06 Meter große und 120 Kilogramm schwere Kreisläufer lernte das Handballspielen bei Győri ETO KC in seinem Geburtsort. Eine weitere Station in der Jugend von Bánhidi war Balatonfüredi KSE, in der er sein Profidebüt in der Saison 2012/13 gab. Zur Saison 2016/17 schloss er sich dem ungarischen Verein Pick Szeged an. Seit 2014 spielt Bence Bánhidi eine zentrale Rolle in der ungarischen Nationalmannschaft.

## Erfolge
- 7. der Weltmeisterschaft 2017 in Frankreich
- 10. der Weltmeisterschaft 2019 in Dänemark/Deutschland
- 5. der Weltmeisterschaft 2021 in Ägypten
- 8. der Weltmeisterschaft 2025 in Norwegen, Dänemark, Kroatien
- 9. der Europameisterschaft 2020 in Österreich/Norwegen/Schweden
- ungarischer Meister (2018, 2021, 2022)
- ungarischer Pokalsieger (2019, 2025)
- Ungarns Junioren-Handballer des Jahres 2014,[4] 2015,[5]
- Ungarns Handballer des Jahres 2019, 2020, 2021[6]
- All-Star Team (bester Kreisläufer) der Europameisterschaft 2020,[7]
- All-Star Team (bester Kreisläufer) der EHF Champions League 2020.[8]